# Чемпионат Европы по настольному теннису 2022
Чемпионат Европы по настольному теннису 2022 года проходил с 13 по 21 августа 2022 года в городе Мюнхен (Германия). В рамках чемпионата были разыграны 5 комплектов медалей в одиночных разрядах среди мужчин и женщин, в парных разрядах среди мужчин и женщин, и в смешанном разряде. В чемпионате приняли участие 225 спортсменов из 39 стран. Чемпионат проходил в рамках глобального Чемпионата Европы по летним видам спорта 2022.

## Организация соревнований

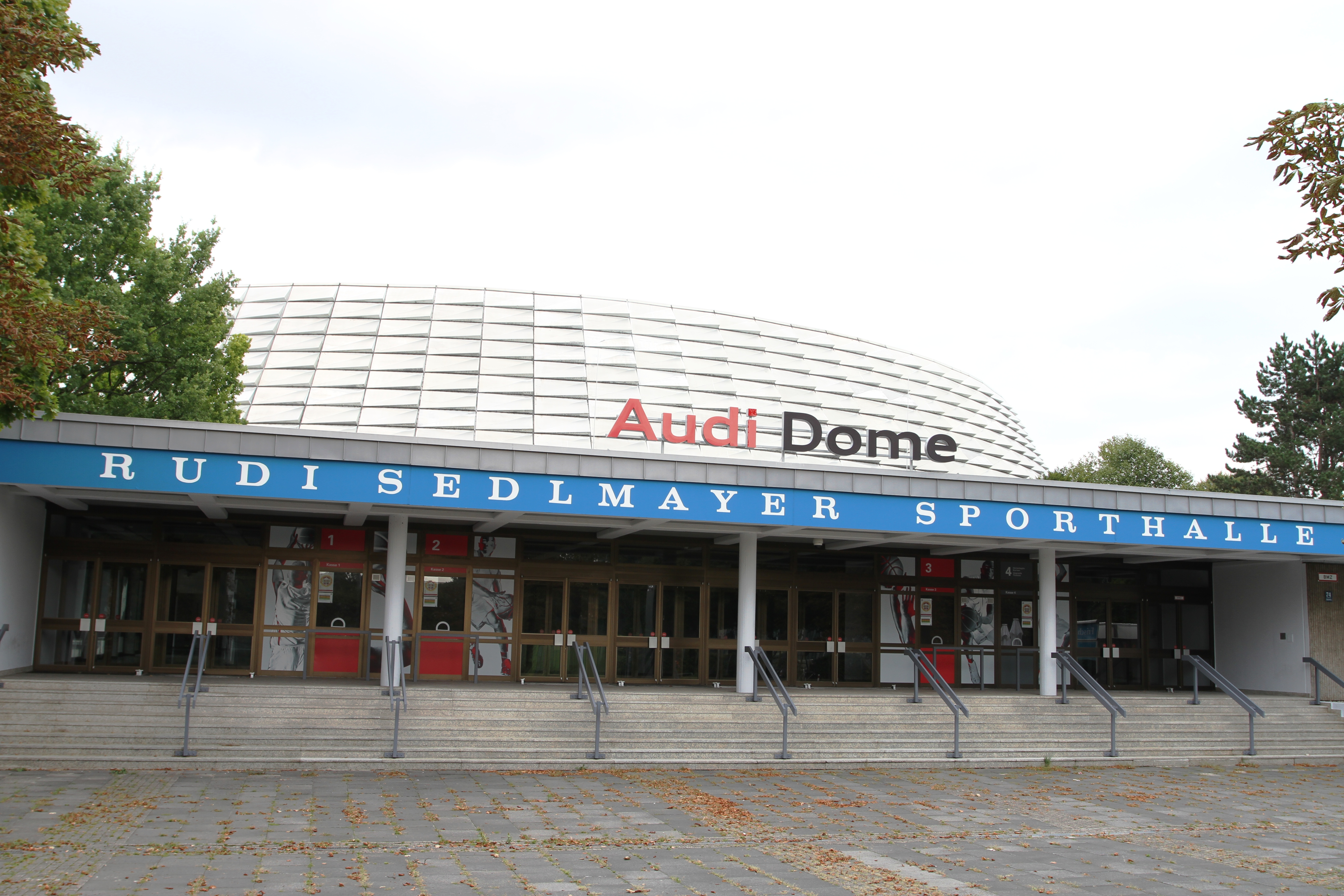
Зал Руди Зегельмайера в 2012 году

Чемпионат проводился в пяти дисциплинах:
- Мужской одиночный разряд (чемпион 2020 года Тимо Болль);
- Женский одиночный разряд (чемпионка 2020 года Petrissa Solja);
- Мужской парный разряд (чемпионы 2020 года Максим Гребнев и Лев Кацман);
- Женский парный разряд (чемпионки 2020 года Petrissa Solja и Shan Xiaona);
- Смешанный парный разряд (чемпионы 2020 года Цю Дан и Nina Mittelham).

## Результаты чемпионата

### Медалисты
| Разряд                   | Золото                          | Серебро                          | Бронза                          |
| ------------------------ | ------------------------------- | -------------------------------- | ------------------------------- |
| Мужской одиночный разряд | Цю Дан                          | Дарко Йоргич                     | Маттиас Фальк                   |
| Мужской одиночный разряд | Цю Дан                          | Дарко Йоргич                     | Кристиан Карлссон               |
| Женский одиночный разряд | София Полканова                 | Нина Миттельхам                  | Shan Xiaona                     |
| Женский одиночный разряд | София Полканова                 | Нина Миттельхам                  | Sabine Winter                   |
| Мужской парный разряд    | Маттиас Фальк Кристиан Карлссон | Daniel Habesohn Robert Gardos    | Алексис Лебрен Феликс Лебрен    |
| Мужской парный разряд    | Маттиас Фальк Кристиан Карлссон | Daniel Habesohn Robert Gardos    | Антон Челльберг Йон Перссон     |
| Женский парный разряд    | София Полканова Бернадетт Сёч   | Elizabeta Samara Андреа Драгоман | Ни Сялянь Sarah de Nutte        |
| Женский парный разряд    | София Полканова Бернадетт Сёч   | Elizabeta Samara Андреа Драгоман | Adina Diaconu María Xiao        |
| Микст                    | Jia Nan Yuan Emmanuel Lebesson  | Бернадетт Сёч Ovidiu Ionescu     | София Полканова Robert Gardos   |
| Микст                    | Jia Nan Yuan Emmanuel Lebesson  | Бернадетт Сёч Ovidiu Ionescu     | Barbora Balážová Любомир Пиштей |

### Медальная таблица
*   Принимающая страна (Германия)
| Место          | Страна         | Золото | Серебро | Бронза | Всего |
| -------------- | -------------- | ------ | ------- | ------ | ----- |
| 1              | Австрия        | 1.5    | 1       | 1      | 3.5   |
| 2              | Германия*      | 1      | 1       | 2      | 4     |
| 3              | Швеция         | 1      | 0       | 3      | 4     |
| 4              | Франция        | 1      | 0       | 1      | 2     |
| 5              | Румыния        | 0.5    | 2       | 0.5    | 3     |
| 6              | Словения       | 0      | 1       | 0      | 1     |
| 7              | Люксембург     | 0      | 0       | 1      | 1     |
| 7              | Словакия       | 0      | 0       | 1      | 1     |
| 9              | Испания        | 0      | 0       | 0.5    | 0.5   |
| Всего стран: 9 | Всего стран: 9 | 5      | 5       | 10     | 20    |